# Танасије Миленковић
Танасије Таса Миленковић (Београд, 1852- Београд, 23. март 1918) био је правник, књижевник, аутор првог српског криминалистичког романа Поноћ или грозно убиство на Дорћолу и начелник полиције у време краља Милана и његовог сина краља Александра Обреновића. 

## Биографија
Служио је највише полицијској струци и стекао је глас одличног полицајца и организатора полицијске службе, а о својој струци је доста и писао. Познатија дела су му Тасин дневник и Поноћ или грозно убиство на Дорћолу. 
У зиму 1878. године на захтев руске владе, председник владе Јован Ристић ставио је Миленковића руском посланству на располагање. Kао царско-руски чиновник, Таса је путовао у Русију. На захтев управника Београда враћен је за првога секретара у главну полицију, где је дуго био члан полиције. Све наредбе и расписи у циљу осигурања саобраћаја и личне безбедности потекле су из његовог пера.
На званичном сајту БИА, Таса Миленковић наводи се као други у историји руководилац претече ове организације, Одељења за поверљиве полицијске послове, од 1900. до 1901. године.
Био је члан Друштва Светог Саве, где га налазимо још у време оснивања друштва. Године 1894. био је изабран за члана Главног Друштвеног Одбора. Колико му је ово Друштво било битно види се из тога што је његова супруга Ленка Бељиница завештала Друштву своју кућу у Београду, у Ускочкој улици број 9, од које је образована је Задужбина Ленке Бељинице.

## Тасин дневник
У својим аутобиографским белешкама штампаним под насловом Тасин дневник – записи првог српског полицајца, бележио је шта се све дешавало на двору и око двора у ондашњем Београду, укључујући и припрему завере која ће довести до сурове ликвидације краљевског пара у Мајском преврату 1903. године. Неколико дана уочи преврата обавестио је краља Александра Обреновића о завери и дао му имена официра који у њој учествују, али му краљ није поверовао.

## Смрт
Након страхота које је донео Први светски рат Таса је у марту 1918. године извршио самоубиство из очајања за пропалом нам милом отаџбином, извињавајући се у опроштајном писму што се на овај начин курталише живота.
Своју кућу у центру Београда завештао је Српској академији науке и уметности, али су ову задужбину челници општине Стари град 2006. продали инвестититорима да ту саграде вишеспратницу.